# Henri ten Holt
Henri Friso (Henri) ten Holt (Utrecht, 29 januari 1884 – Bergen (Noord-Holland), 17 maart 1968) was een Nederlands kunstschilder, tekenaar, etser en houtsnijder; hij werkte in de stijl van de Bergense School.
Hij was zoon van verzekeringsman Simeon Petrus ten Holt (1849 - 1899) en Rensina van Boekeren (1862 - 1939). Zijn vader (en later zijn broer S.P. ten Holt jr. (1882-
1940)) was medeëigenaar en bestuurder van de Levensverzekering-maatschappij Utrecht. Hijzelf was getrouwd met Catharina Maria Cox. Hij was de vader van de kunstschilder Friso ten Holt, de componist Simeon ten Holt en de typografe Sientje ten Holt.
Ten Holt bezocht een korte periode van drie maanden de Akademie voor Beeldende Kunsten in Antwerpen en maakte daarna diverse reizen buiten België, waaronder naar de Borinage en Bretagne, alvorens zich voorgoed te vestigen in Bergen. Zijn werk bestaat uit zelfportretten, portretten, religieuze voorstellingen, interieurvoorstellingen, landschappen, paarden, vogels en stillevens. Ten Holt werd in 1964 benoemd tot Ridder in de Orde van Oranje-Nassau.
Een tentoonstelling van schilderijen van Henri en Friso ten Holt was in 2010 te zien in museum Kranenburgh in Bergen. Op de expositie Over en weer was te zien hoe Henri aanvankelijk zijn zoon Friso beïnvloedde en hoe het kubistische werk van Friso later weer invloed uitoefende op de schilderijen van Henri ten Holt.